# Johannes Aavik

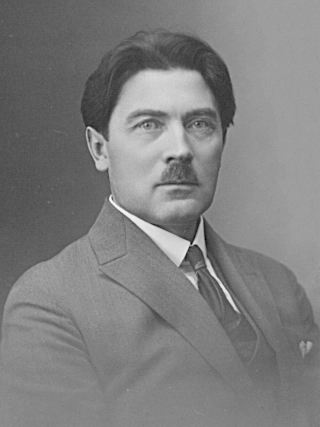
Johannes Aavik.

Johannes Aavik (ur. 1880, zm. 1973) – estoński filolog i poeta. Z wykształcenia był historykiem i romanistą. Był członkiem organizacji Noor-Eesti (Młoda Estonia). Odegrał ważną rolę w modernizacji języka estońskiego. W celu dostosowania estońskiego do potrzeb nowoczesnego świata zapożyczał słowa z pokrewnego fińskiego, a nawet wymyślał neologizmy. W zakresie kultury opowiadał się za orientacją zachodnioeuropejską.